# Rivne, Liuboml
Rivne (în ucraineană Рі́вне) este localitatea de reședință a comunei Rivne din raionul Liuboml, regiunea Volînia, Ucraina.

## Demografie
Componența lingvistică a localității Rivne
     Ucraineană (99,66%)
     Alte limbi (0,22%)
Conform recensământului din 2001, majoritatea populației localității Rivne era vorbitoare de ucraineană (99,66%), existând în minoritate și vorbitori de alte limbi.